# Cromidon corrigioloides
Cromidon corrigioloides là một loài thực vật có hoa trong họ Huyền sâm. Loài này được (Rolfe) Compton mô tả khoa học đầu tiên năm 1931.